# Philodromus vinokurovi
Philodromus vinokurovi là một loài nhện trong họ Philodromidae.
Loài này thuộc chi Philodromus. Philodromus vinokurovi được Yuri M. Marusik miêu tả năm 1991.